# John Stuart de Darnley
Pour les articles homonymes, voir John Stuart et Stuart.
Jean Stuart de Derneley ou John Stewart of Darnley (1380–12 février 1429), noble écossais, baron de Darnley ou Derneley (en) et comte d'Évreux, connétable de l'armée d'Écosse durant la guerre de Cent Ans (ne pas le confondre avec John Stuart, comte de Buchan, connétable de France, fils de Robert, duc d'Albany, et petit-fils du roi Robert II).

## Biographie

### Origine
Jean Stuart (issu d'Alexandre, 1214-83) était le fils d'Alexandre Stuart de Derneley († 1404) et de sa première femme Marguerite (? ; ou Jeannette Keith). Il épousa en 1391 Elizabeth, fille cadette du comte Duncan de Lennox (décapité en 1425). Ils eurent trois enfants :
- Alain/Alan Stuart de Derneley, 2e seigneur d'Aubigny († 1439) ; époux de Catherine Seton (en), fille de William Seton[2] et Janet Dunbar, et père de :
  - John Stewart († 1495), 1er comte de Lennox, époux de Marguerite, fille d'Alexandre de Montgomery et grand-tante de Jacques, et père à son tour de :
    - Mathieu/Matthew Stuart († 1513 à Flodden Field), 2e comte de Lennox et baron de Darnley, époux d'Elisabeth Hamilton, fille de Jacques Hamilton et Mary d'Écosse, fille de Jacques II roi d'Écosse, d'où :
      - John/Jean Stuart, † assassiné en 1526, 3e comte de Lennox, mari d'Elisabeth Stuart d'Atholl, fille de John, et père de :
        - Mathieu Stuart (1516-1571), 4e comte de Lennox, régent d'Écosse, époux de Margaret Douglas (fille d'Archibald Douglas, 6e comte d'Angus, et de Marguerite Tudor, sœur du roi Henri VIII, fille d'Henri VII Tudor et d'Elisabeth d'York) :
          - Parents de Henry, lord Darnley, duc d'Albany, roi consort d'Écosse (1545-1567), lui-même 2e époux de la reine Marie Stuart (1542-1587) et père de Jacques VI-Ier (1566-1625), d'où la suite des rois d'Angleterre, d'Écosse et d'Irlande, aussi des ducs de Richmond et de Lennox (création de 1675), ducs d'Aubigny (1684) (issus de Charles, fils naturel de Charles II et de Louise de Keroual) ; Parents aussi de :
          - Charles Stuart (1555-1576), 5e comte de Lennox

        - Robert Stuart (1522-1586), 6e comte de Lennox, 1er comte de March
        - Jean/John Stuart, 6e sire d'Aubigny († 1567), mari d'Anne de La Que(ui)lle d'Epinay († 1579 ; fille de François de La Queuille de Châteauneuf-du-Drac[3] et de sa 2e femme Anne d'E(s)pinay, fille de Jacques d'Epinay d'Ussé et de Segré, lui-même dernier fils de Richard d'Espinay de La Rivière) :
          - Parents d'Esmé (Ier) Stuart († 1583), 7e seigneur d'Aubigny, 7e comte de Lennox puis 1er duc de Lennox, marié vers 1572 à Catherine de Balsac († vers 1631/32), fille de Guillaume de Balsac, seigneur d'Entragues et Marcoussis : d'où les ducs de Lennox et de Richmond (création de 1641)

    - Robert Stuart (1470-† 1544), frère puîné du 2e comte de Lennox, maréchal de France, 5e seigneur d'Aubigny par son 1er mariage avec sa cousine issue de germains Anne Stuart d'Aubigny, épousée en 1504, fille de Bérault ci-après ; puis marié en 2e noces avec Jacqueline, une des filles de François de la Que(u)ille de Châteauneuf-du-Drac ci-dessus et de sa 1re femme Marguerite de Castelnau-Bretenoux-Caylus[4], donc demi-sœur aînée d'Anne de La Queuille d'Epinay ci-dessus : Sans postérité de ses deux unions
- Jean Stuart/John Stewart de Darnley, 3e seigneur d'Aubigny († 1482) ; époux de Béatrice d'Apch(i)er et père de :
  - Bérault Stuart († 1508), 4e seigneur d'Aubigny (avec La Verrerie à Oizon), comte de Beaumont-le-Roger du chef de sa femme Anne de Maulmont : parents d'Anne Stuart d'Aubigny qui marie son cousin le maréchal Robert ci-dessus, sans postérité
- et Alexandre Stuart de Derneley.

### Seigneur d'Aubigny sur Nère
En 1421, Jean Stuart fait partie des 5 000 à 6 000 Écossais qui ont débarqué à La Rochelle pour prêter main-forte aux Français lors de la guerre de Cent Ans.
Jean Stuart participe à la bataille de Baugé puis à celle de Cravant au cours de laquelle il perd un œil et est fait prisonnier.

En 1422, Charles VII offre la seigneurie de Concressault près de Sancerre, et en 1423 la seigneurie d'Aubigny (avec La Verrerie à Oizon) par charte datée de Bourges, le 26 mars 1424. Dans cette lettre patente, le roi écrivait : 

« Nostre cher et amé cousin Jean Stuart, seigneur de Darnelé et de Concressault, cosnestable de l'armée écossaise, à nostre prière et requeste, est venu dudit pays d'Écosse, et a amené avec lui grande compagnie de gendarmes, et de trait, en intention et mettant à effet les anciennes alliances des royaumes de France et d'Écosse et à nostre très grand besoin, affaire et nécessité... »

 Il donne également 38 mille livres en six mois à Jean Stuart, pour ses bons et loyaux services en faveur de la couronne de France.

### La Journée des Harengs
Une dispute éclate entre Jean Stuart et Jean de Dunois. Chacun avait son avis sur l'opportunité de livrer bataille aux Anglais. Jean Stuart voulait combattre à cheval mais le comte de Longueville préférait se battre à pied. Pour finir, chacun a engagé le combat selon sa propre idée. Charles de Bourbon, comte de Clermont, arrive au moment où la dispute éclatait, mais ne broncha pas.
Les Anglais sont sortis de leur retranchement et ont mis en déroute les Français. Beaucoup de capitaines, dont Jean Stuart, son frère Guillaume Stuart, sont morts lors de cette Journée des Harengs à Rouvray-Saint-Denis, le 12 février 1429.

### Postérité
Il est enterré avec son épouse dans la cathédrale Sainte-Croix d'Orléans où une plaque commémorative a été apposée par l'Alliance France-Écosse en 1996.